# San Lucas (Chiapas)
San Lucas é um município do estado de Chiapas, no México.